# 米哈伊洛夫卡 (伊尔库茨克州)
米哈伊洛夫卡（羅馬化：Mikhaylovka）是俄罗斯伊尔库茨克州的工人村（市级镇），属切列姆霍沃区，在区行政中心切列姆霍沃东南、州府伊尔库茨克西北方。
原为波洛维纳车站村。1915年改为米哈伊洛夫斯科耶村，1963年改为米哈伊洛夫卡镇。该地2021年人口有7,282人；2010年人口7,827；2002年人口8,148；1989年人口9,381。